# 埃斯唐德伊
埃斯唐德伊（法語：Estandeuil，法語發音：[ɛstɑ̃dœj]）是法国多姆山省的一个市镇，属于克莱蒙费朗区。

## 地理
埃斯唐德伊（45°40'47"N, 3°26'33"E）面积9.59 平方千米，位于法国奥弗涅-罗讷-阿尔卑斯大区多姆山省，该省份为法国中南部省份，北起阿列省接壤，东临卢瓦尔省，南至上盧瓦爾省和康塔爾省，西接科雷兹省和克勒兹省。
与埃斯唐德伊接壤的市镇（或旧市镇、城区）包括：邦雅、法耶堡、莫赞、奥弗涅地区圣迪耶、圣让德索利耶尔、特雷济乌。

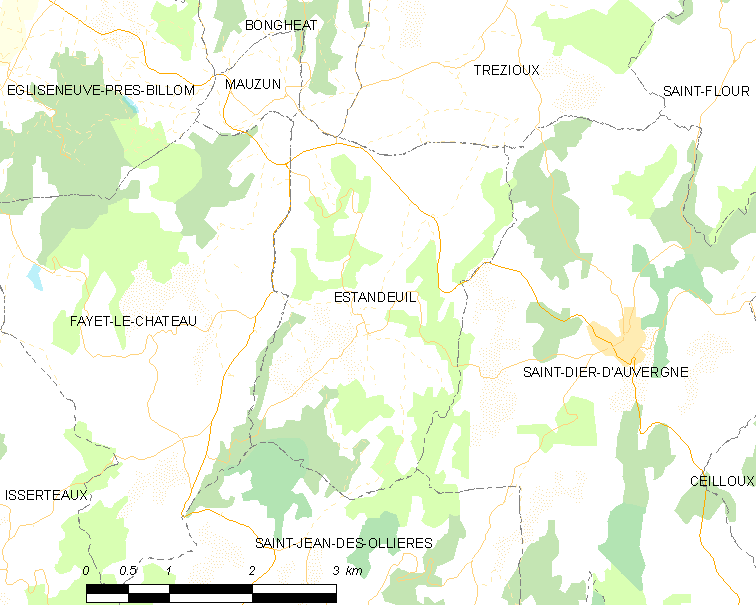
埃斯唐德伊的OSM定位图

埃斯唐德伊的时区为UTC+01:00、UTC+02:00（夏令时）。

## 行政
埃斯唐德伊的邮政编码为63520，INSEE市镇编码为63155。

## 政治
埃斯唐德伊所属的省级选区为比永县。

## 人口

1962-2008年间埃斯唐德伊人口变化图示

埃斯唐德伊于2022年1月1日时的人口数量为508人。